# 阎金锷 (1910年)
阎金锷（1910年—1970年），别号利甫、砺甫，笔名唐高、落落居士、严思雁、杨克恩，男，山东惠民人，中国戏曲研究家。